# Linea di Wallace

La linea di Wallace.

La linea di Wallace è una linea immaginaria che separa, dal punto di vista biologico, la regione asiatica da quella relativa all'Oceania. La linea prende il nome dal naturalista gallese Alfred Russel Wallace, che per primo individuò una discontinuità di tipo biologico tra gli arcipelaghi confinanti questa linea, durante i suoi viaggi nel XIX secolo nella regione. Fu descritta nel suo saggio sulla geografia dell'arcipelago malese del 1863.

## La linea

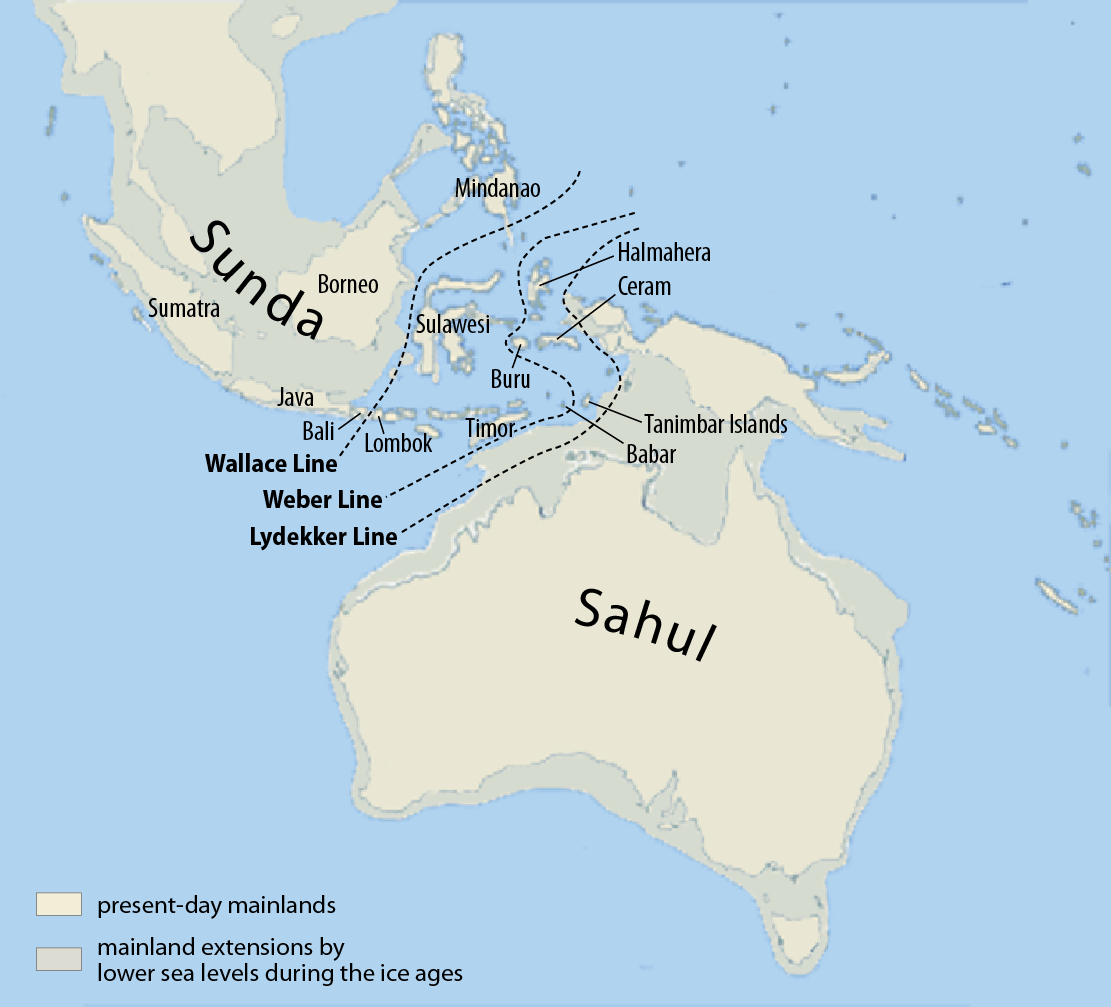
La linea di Wallace a confronto con altre delimitazioni delle differenze faunistiche rilevate nella zona. In grigio viene mostrata la probabile estensione delle terre durante l'ultimo massimo glaciale, quando il livello marino era più basso di circa 110 metri.

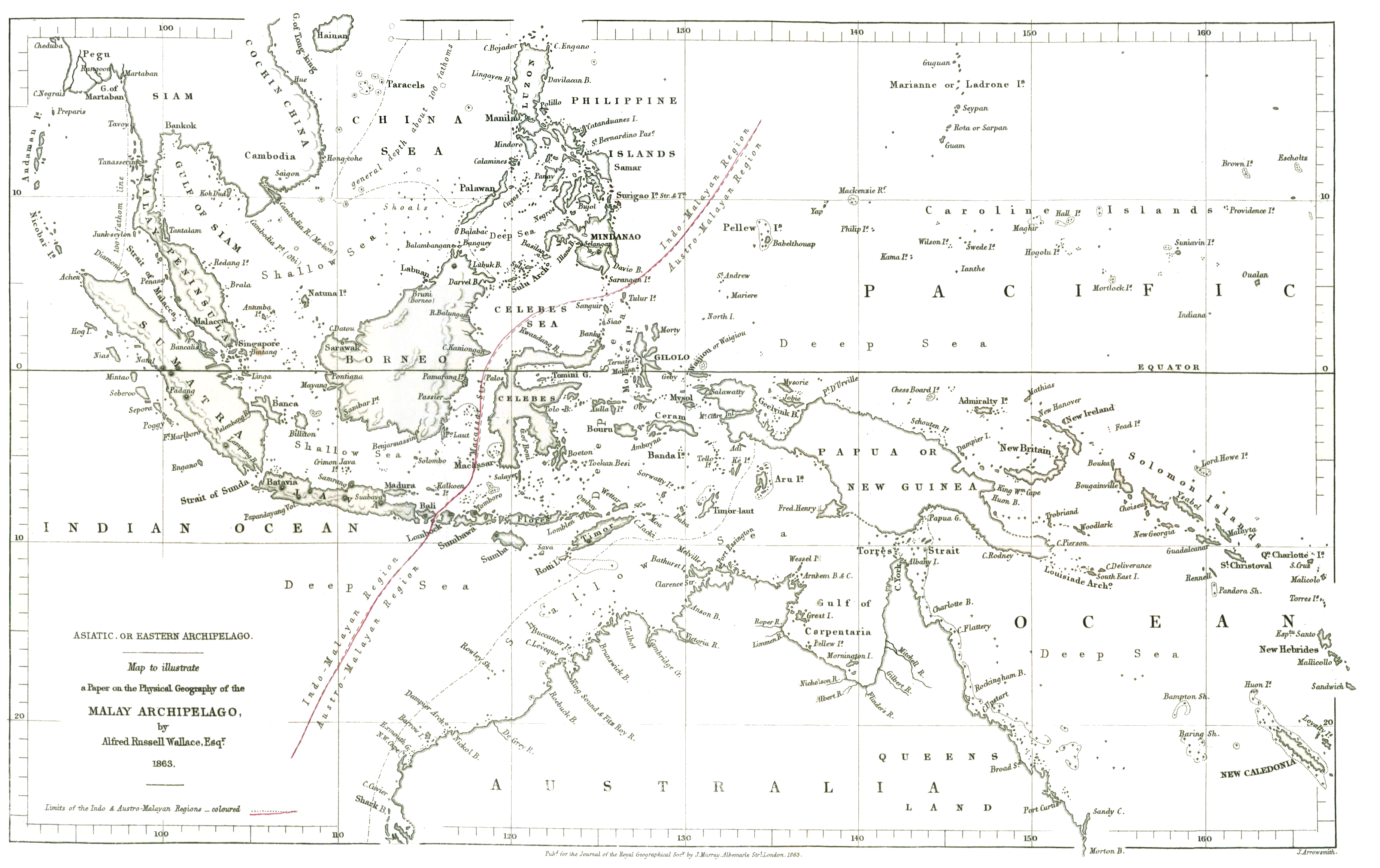
La mappa originale di Wallace

Wallace notò l'esistenza di una discontinuità tra le specie animali a ovest e a est di questa linea; a ovest di questa le specie sono quelle comuni all'Asia, come elefanti, tigri, leopardi, rinoceronti e lemuri, a est si trovano invece quelle comuni alle isole dell'Oceania, come per esempio i marsupiali. La linea corre lungo l'arcipelago Malese, tra il Borneo e l'isola di Celebes, e nel breve tratto di mare tra le isole di Bali e Lombok (stretto di Lombok) nell'arcipelago indonesiano delle Isole della Sonda.
Max Weber spostò a oriente la linea proposta da Wallace sulla base di considerazioni sulla flora e fauna trovata sulle isole; questa linea è nota come Linea di Wallace-Weber.
L'origine della diversa distribuzione di queste specie animali viene attribuita ai risultati migratori durante l'ultimo periodo glaciale, durante il quale l'abbassamento del livello marino permise la colonizzazione e una omogeneizzazione delle faune fra isole rese intercomunicanti con il continente asiatico e quello oceanico. La linea di Wallace si sviluppa lungo un tratto di mare di profondità tale da non essersi mai disseccato, nemmeno quando, durante l'ultima glaciazione, il livello delle acque si abbassò di un centinaio di metri rispetto all'attuale, agendo da barriera permanente contro il mescolamento faunistico e conservando la biodiversità fra le due regioni. Le specie che si trovano solo dal versante asiatico includono la tigre e il rinoceronte, mentre i marsupiali e i monotremi sono presenti solo ad est della linea.
La distanza tra Bali e Lombok è minima, circa 35 chilometri. La distribuzione di molte specie di uccelli rispetta questa linea, tanto che alcuni di essi rifiutano addirittura di passare questo stretto di mare. Alcune specie di pipistrelli sono distribuiti a cavallo della linea, ma le specie che non volano si trovano prevalentemente da una parte o dall'altra di questa linea.